# 왁왁
왁왁(타갈로그어: Wakwak)은 필리핀 전설에 등장하는 새 형태의 흡혈귀이다. 필리핀의 시골 지역에서 마나낭갈이나 에켁처럼 밤에 인간을 먹이로 삼아 습격한다고 전한다. 왁왁이라는 이름은 해당 괴물의 울음소리에서 비롯되었다.
왁왁은 날카로운 발톱과 박쥐의 날개와 유사한 한 쌍의 날개를 가진 것으로 묘사된다. 이 날개를 칼날처럼 날카롭기 때문에 발톱과 날개로 희생자를 심장을 취하며 때로는 희생자의 몸을 찢어 발기기도 한다.